# Seraphin II. von Taxis
Seraphin II. von Taxis (* 1538; † im Januar 1582 in Augsburg) war in der  Zeit des Generalpostmeisters Leonhard I. von Taxis Augsburger Postmeister auf der Niederländischen Postroute. Er war der Stammvater der Augsburger Postmeisterdynastie.

## Werdegang
Seraphin II., ein Sohn von Anna Mais und Bartholomäus von Taxis, wurde im Jahre 1538 geboren. Als designierter Nachfolger übernahm er nach dem Tod seines kinderlosen Onkels Seraphin I. von Taxis im Jahre 1557 das Spanisch-Niederländische Postamt in Augsburg. Da er zu diesem Zeitpunkt noch minderjährig war, verpachteten es seine Mutter und sein Bruder Georg am 16. Juli 1557 für sechs Jahre an Christoph von Taxis. Seraphin selbst ging zur Ausbildung nach Mailand und arbeitete dort unter dem Postmeister Simon von Taxis († 1563), der als Nachfolger Janettos von Taxis im Jahre 1519 zum Leiter der Taxis-Sippe als „procuratore generale della famiglia e società di Tassi“ ernannt worden war. Seraphin II. von Taxis heiratete am 23. Januar 1558 Isabella, eine Tochter des Simon von Taxis.

## Rechtsstreitigkeiten

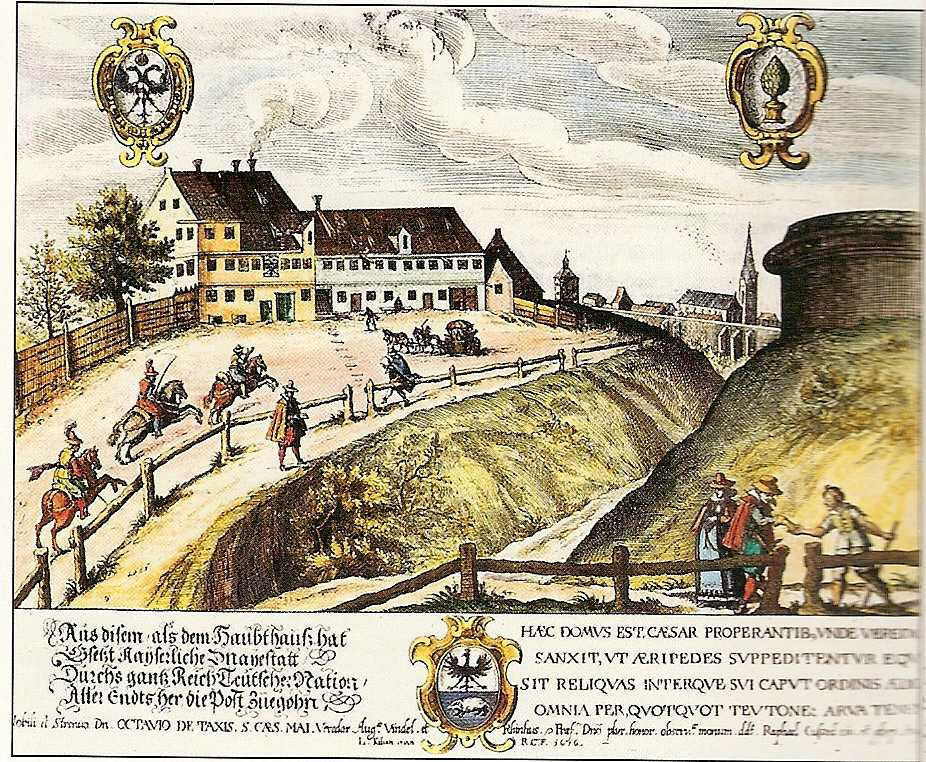
Augsburger Poshaus um 1616

Am 10. Juli 1559 bestätigte Kaiser Ferdinand I. den Anspruch Seraphins II. von Taxis auf das Spanisch-Niederländische Postamt in Augsburg. Seraphins Vertreter vor Ort war der Italiener Montenegro.
Nach Ablauf des Pachtvertrages im Juli 1563 weigerte sich Christoph von Taxis, das Postamt an Seraphin zu übergeben.
Der Brüsseler Generalpostmeister Leonhard I. von Taxis setzte sich anfangs mit der Unterstützung seines Bruders Johann Baptista erfolgreich für Seraphin ein. Nach Kaiser Ferdinands Tod schloss er am 24. August 1564 einen Vertrag mit dem neuen Kaiser Maximilian II. Die beiden Postämter in Augsburg wurden zusammengelegt, sollten von Leonhard I. bezahlt und statt von Seraphin vom Füssener Postmeister Innozenz von Taxis geleitet werden.
Seraphin II. klagte gegen diese Entscheidung. Margarethe von Parma, die Statthalterin der Spanischen Niederlande, schrieb am 16. August 1567 an den Rat in Augsburg, dass sie den Rechtsstreit zwischen Leonhard und Seraphin nach Recht und Gesetz entscheiden würde. Seraphin bekam Recht und wurde im Jahre 1567 zum Augsburger Postmeister ernannt. Der Protest des Kaisers beim Augsburger Rat blieb erfolglos.
Die Spannungen zwischen Leonhard und Seraphin II. von Taxis wurden zusätzlich durch einen Portostreit angeheizt. Am 13. August 1566 erhob der Brüsseler Generalpostmeister Klage wegen zu geringer Zahlungen der Seraphin unterstellten Postämter Rheinhausen und Augsburg. Die Gegenklage erfolgte am 28. November 1566. Seraphin argumentierte zu Recht, dass ihm die Einnahmen für die Poststationen Roßhaupten (Rochapt) bei Scheppach und Diedelsheim durch eine Verlagerung nach Scheppach bzw. Knittlingen entzogen worden waren, wodurch er dort keine Einnahmen mehr hatte. Die Beweisaufnahme in Brüssel am 20. Februar 1568 erbrachte keinen Sieger.

## Zahlungsunfähigkeit der Post
Im Jahre 1565 hatte ein spanischer Staatsbankrott zur Zahlungsunfähigkeit der Niederländischen Finanzbehörde geführt. Daraufhin stellte Leonhard von Taxis die Zahlungen an die Posthalter ein. Im Herbst 1568 protestierten die Posthalter von Rheinhausen bis Augsburg erfolglos bei Georg Ilsung, dem Leiter des Reichspfennigsamtes in Augsburg über Zahlungsrückstände. Danach gab es einen Bummelstreik. Am 30. August 1569 schrieb Kaiser Maximilian II. einen Mahnbrief an Leonhard I. von Taxis. Zur Sicherstellung der Nachrichtenübermittlung vom Reichstag zu Speyer (22. Mai bis 11. Dezember 1570) nach Wien musste Maximilian II. über 400 Gulden an die streikenden Posthalter zahlen.
In den nächsten Jahren konnten Leonhard von Taxis in Brüssel und Seraphin II. in Augsburg und Rheinhausen die Verbindung in die Niederlande wieder stabilisieren.
Der Niederländische Unabhängigkeitskampf mit dem Staatsstreich von 1576 führte Ende Januar 1577 zur Flucht Leonhards. Damit fiel Brüssel als Zentrale aus. Seraphin II. reagierte im November 1577 mit der Einrichtung einer Poststation in Köln, um Antwerpen von Augsburg aus direkt zu erreichen.
Auch die Augsburger Kaufmannschaft reagierte. Ab dem 4. März 1578 ritt eine konkurrierende eigene Poststafette der städtischen Botenanstalten von Augsburg über Frankfurt am Main und Köln nach Antwerpen.
Im Dezember 1577 war Johann Hinckart von den Aufständischen als neuer Niederländischer Generalpostmeister ernannt worden. Damit fiel zusätzlich der Antwerpener Postmeister Johann Baptista von Taxis als Ansprechpartner aus. Da Seraphin von Taxis den Postmeister Himckart nicht anerkannte, verlief die erzwungene Zusammenarbeit auf der Route zwischen Antwerpen und Augsburg nur schleppend.
Als sich der Streit zwischen Seraphin und der Augsburger Kaufmannschaft wegen der Postbeförderung verschärfte, ernannte Kaiser Rudolf II. im Jahre 1578 den Augsburger Georg Ilsung zum Schlichter. Ende 1579 berief Kaiser Rudolf eine Postkommission ein, mit Hans Fugger, Georg Ilsung und Anton Christoph Rellinger, um das Postwesen zu reformieren. Die finanzielle Lage auf der Niederländischen Postroute entspannte sich kurzfristig durch die am 25. Oktober 1579 erfolgte Wiedereinsetzung Leonhards I. von Taxis als Niederländischem Generalpostmeister.

## Streit um das Generalpostmeisteramt
Im Jahre 1580 bewarben sich sowohl Seraphin II. als auch Leonhard I. von Taxis um die Generalpostmeisterstelle im Reich. Seraphin reiste nach Mailand und vereinbarte mit seinem Schwager Roger von Taxis, den Kurs zwischen Augsburg und Mailand zu finanzieren. Sein Antrag vor der Augsburger Postkommission scheiterte zunächst am Widerspruch des Tiroler Erzherzogs Ferdinand. Zum Schluss aber schlug auch die Augsburger Kommission Seraphin II. von Taxis als Generalpostmeister vor. Zu einer Entscheidung des Kaisers kam es wegen Seraphins plötzlichem Tod im Januar 1582 nicht mehr.

## Nachkommen
- Johann Alphons, spanischer Kapitän († 1593)
- Franz
- Cisterna
- Anna Viktoria
- Maria Magdalena, Nonne
- Joanna, Nonne
- Genoveva († nach dem 14. Januar 1628) ⚭ mit dem späteren Generaloberstpostmeister Lamoral von Taxis
- Octavio (1572–1626), Seraphins Nachfolger. ⚭ mit Susanna Jakobe von Stauding († 1656)

## Nachfolger als Augsburger Postmeister
| 1582/95 bis 1626 | Octavio von Taxis (* 1572; † 6. Juli 1626), (Vormund bis Volljährigkeit Seraphins Witwe Isabella) |
| 1626/38 bis 1672 | Enkel Johann Baptista von (Thurn und) Taxis (* 7. Juli 1613 oder 1623; † 20. November 1672)       |
| 1657             | (Erhebung der Augsburger Thurn und Taxis den erblichen Reichsfreiherrenstand)                     |
| 1672 bis 1706    | Urenkel Sebastian Franz von Thurn und Taxis (* 20. Januar 1647; † 7. Dezember 1706)               |
| 1701             | (Erhebung in den erblichen Reichsgrafenstand)                                                     |
| 1706             | Mit dem Tod von Sebastian Franz endet die Augsburger Postmeisterdynastie                          |